# Reservas de la biosfera de Guatemala
Las reservas de la biosfera de Guatemala son sitios reconocidos por UNESCO que innovan y demuestran la relación que puede alcanzar el ser humano con su naturaleza en el afán de conjugar la conservación y el desarrollo sostenible.
Actualmente las reservas de la biosfera de Guatemala incluyen:
- Maya en El Petén
- Tikal en El Petén
- Montañas Mayas Chiquibul en El Petén
- Trifinio en Chiquimula
- Sierra de las Minas en Alta Verapaz, Baja Verapaz, El Progreso, Zacapa, Izabal
- Visis Cabá en El Quiché